# Isabel de Angolema
Isabel (c. 1186/1188 – Fontevraud, 4 de junho de 1246) foi a segunda esposa do rei João e rainha consorte do Reino da Inglaterra de 1200 até 1216. De 1202 até sua morte também foi em direito próprio a Condessa de Angolema. Após a morte de João, Isabel casou-se com Hugo X, Senhor de Lusignan.

## Biografia

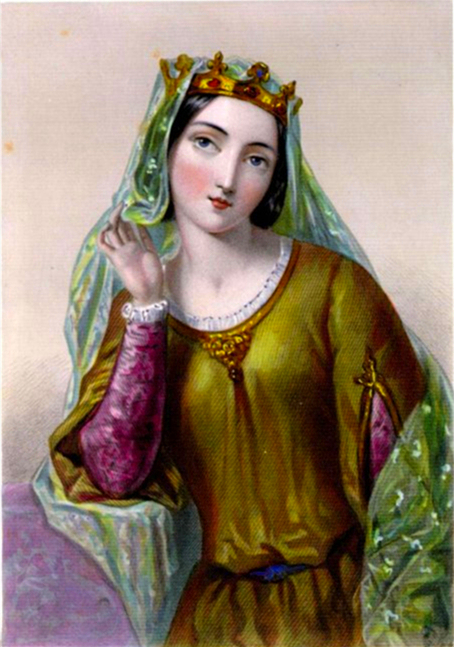
Isabel representada no livro Biographical Sketches of the Queens of England, From the Norman Conquest to the Reign of Victoria; or The Royal Book of Beauty. por Mary Howitt

Quando tinha 12 anos, foi raptada por João Sem Terra que a conheceu passeando pela floresta em companhia do noivo, Hugo X de Lusignan. Isabel, conseguiu prender o rei, considerado dissoluto e violento com as mulheres, fazendo com que ele passasse a maior parte do tempo na cama em companhia dela. Teve 5 filhos com João, sendo o mais velho Henrique III sucessor do pai no trono de Inglaterra.
João era criticado pelos nobres que diziam que ele fora preso debaixo dos lençóis da esposa. Depois da morte de João, Isabel ajudou na coroação do filho e voltou para Angolema. Ao levar a filha Joana, que havia sido prometida em casamento ao seu antigo noivo, Hugo de Lusignant, Isabel acabou superando a filha e se casou com Hugo. A filha voltou para a Inglaterra e acabou se casando com Alexandre II da Escócia.
Hugo de Lusignan, perdidamente apaixonado e feliz pelo reencontro com a noiva tornou-se um escravo da beleza e da sensualidade de Isabel. Ao morrer, Isabel foi homenageada pelo filho e rei da Inglaterra, que colocou na lápide da mãe a inscrição: "Isabel de Angolema: Nunca houve uma mulher tão bela".

## Filhos
Do casamento com João, nasceram:
- Henrique III de Inglaterra (1 de outubro de 1207 – 16 de novembro de 1272) - Sucessor de seu pai ao trono inglês, casou-se com Leonor da Provença e teve descendência;
- Ricardo, 1.º Conde da Cornualha (5 de janeiro de 1209 – 2 de abril de 1272) - Conde de Poitiers e Rei dos Romanos de 1257 a 1272. Primeira esposa foi Isabel Marshal, em seguida se casou com Sancha da Provença e por último, Beatriz de Falkemburgo;
- Joana da Inglaterra (22 de Julho de 1216 - 4 de março de 1242) - Rainha ao se casar com Alexandre II da Escócia. Não teve filhos;
- Isabel da Inglaterra (1214 - 1 de dezembro de 1241) - Consorte de Frederico II do Sacro Império Romano-Germânico, com quem teve filhos;
- Leonor da Inglaterra (1215 - 13 de abril de 1275) - Condessa de Prembroke de seu casamento com  Guilherme Marshal, 2.° conde de Pembroke e Condessa de Leicester ao se casar com Simão de Montfort, 6.° Conde de Leicester, um famoso rebelde, insatisfeito com o reinado do irmão de sua esposa, Henrique III.

O seu segundo casamento com Hugo X de Lusignan, resultou em diversos filhos:
- Hugo XI de Lusignan (1221 – 6 de abril de 1250) - Senhor de Lusignan, Conde de La Marche e Conde de Angolema. Foi noivo de Isabel de França, filha de Luís XIII de França, mas ela rompeu o noivado. Se casou comIolanda da Bretanha, suo jure Condessa de Penthrièvre e Porhoet, que havia sido anteriormente noiva de Henrique III. Teve filhos;
- Aimer de Valence (1222 – 4 de dezembro de 1260) - Foi Bispo de Winchester;
- Inês de Lusignan (1223 – 1269) - Esposa de Guilherme II de Chauvigny, com quem teve filhos;
- Alice de Lusignan (1224 – 9 de fevereiro de 1256) - Condessa de Surrey por seu casamento com João de Warenne, 6.° Conde de Surrey. Teve descendência;
- Guy de Lusignan (c. 1225 – 1264) - Morto na Batalha de Lewes da Segunda Guerra dos Barões, ocorrida em 14 de maio de 1264, em Sussex;
- Godofredo de Lusignan (c. 1226 – 1274) - Marido de Joana, Viscondessa de Châtellerault, com quem teve filhos;
- Isabel de Lusignan (c. 1224 – 14 de janeiro de 1300) - Casou-se primeiramente com Maurício IV, Senhor de Craon, e foi mãe de seus filhos. Em segundo lugar, se casou com Godofredo de Rancon, e não teve filhos novamente;
- Guilherme de Valence, 1.° Conde de Prembroke - Participou da Segunda Guerra dos Barões, apoiando o seu meio-irmão Henrique III e seu sobrinho, Eduardo Longshanks. Foi casado com Joana de Munchensi, e deixou filhos;
- Margarida de Lusignan (c. 1229 – 1288) - Seu primeiro marido foi Raimundo VII de Tolosa e, o segundo foi Aimeri IX de Thouars, Visconde de Thouars. Deixou descendência.

## Na cultura popular
- Na série da BBC da década de 1950, The Adventures of Robin Hood, ela é retratada pela atriz inglesa Zena Walker;
- Isabel é interpretada pela atriz espanhola Victoria Abril no filme Robin e Marian de 1976;
- No episódio The Pretender de 1986 da série Robin of Sherwood, é a atriz Cory Pulman quem a interpreta;
- Em 2010, no filme britânico-americano, Robin Hood, do diretor Ridley Scott, quem a representa é atriz francesa Léa Seydoux.